# Camille Bombois
Pour les articles homonymes, voir Bombois.
Camille Bombois, né le 3 février 1883 à Venarey-les-Laumes (Côte-d'Or) et mort le 11 juin 1970 à Paris 20e, est un peintre français de style naïf.

## Biographie
Fils d'un batelier, Camille Bombois passe son enfance le long des canaux du centre de la France. En raison de sa force physique, il est en mesure de gagner sa vie en exerçant divers métiers manuels, comme ouvrier agricole ou terrassier. Il rejoint ensuite un cirque comme lutteur, métier qu'il quitte finalement pour aller travailler à Paris comme ouvrier dans le métro en 1907. Parallèlement à ces métiers physiques, il pratique le dessin à partir de 1899.
Il se marie en janvier 1911 à la mairie du 18e arrondissement de Paris avec Eugénie Christophe. Peu après, les peintres de la butte Montmartre lui donnent envie de se consacrer à la peinture et il commence à peindre en 1912. En 1914, il est mobilisé et est envoyé au front durant la Première Guerre mondiale. Lorsqu'il revient, il constate que son épouse, en son absence, a réussi à vendre une partie de sa production. Cela l'incite à reprendre la peinture tout en exerçant le métier de bobinier de nuit dans une imprimerie de la rue Montmartre.
En 1922, le poète et journaliste Noël Bureau découvre Bombois exposant ses œuvres sur les trottoirs de Montmartre à la foire aux croûtes, place Constantin-Pecqueur. Son travail est bientôt diffusé dans la revue Rythme et Synthèse dirigée par Noël Bureau. À partir de 1924, des marchands d'art et collectionneurs tels que Mathot, « marchand de tout » de la rue des Martyrs, Florent Fels, Wilhelm Uhde et Henri Bing commencent à l'encourager et à acheter ses œuvres. Rapidement, fin 1925, Bombois est en mesure de se consacrer uniquement à sa peinture.
Il a un atelier rue Caulaincourt, puis au 39, rue Émile-Desvaux dans une petite maison comportant deux étages d'une seule pièce[réf. nécessaire].
Il est décrit comme par Florent Fels comme : « de taille moyenne mais de carrure herculéenne, à la fois tendre et brutal, le regard clair et franc[réf. nécessaire]. »
Camille Bombois est inhumé au cimetière de Belleville.

## Collections publiques
En France
- Senlis, musée d'Art et d'Archéologie.
- Villeneuve-d'Ascq, Lille Métropole - musée d'Art moderne, d'Art contemporain et d'Art brut.
- Paris :
  - musée Maillol ;
  - musée d'Art moderne de la ville de Paris : Le Sacré-Cœur et le square Willette.

En Suisse
- Genève, Petit Palais : Le Bois de Vincennes.

- Zurich (galerie d’art) : Forêt, hiver

En Allemagne
- Cologne, Zander Collection[4]

## Hommage
Par arrêté municipal du 12 décembre 1994, une voie publique du 20e arrondissement de Paris a reçu le nom de rue Camille-Bombois.